# St Thomas’ Peace Garden
St Thomas’ Peace Garden (auch Peace Gardens) ist ein kleiner Park im englischen Birmingham, der sich auf dem Gelände einer im Zweiten Weltkrieg zerstörten Kirche befindet. Er soll zum Frieden mahnen und an all diejenigen erinnern, die in bewaffneten Konflikten ums Leben kamen.

## Die Kirche St. Thomas

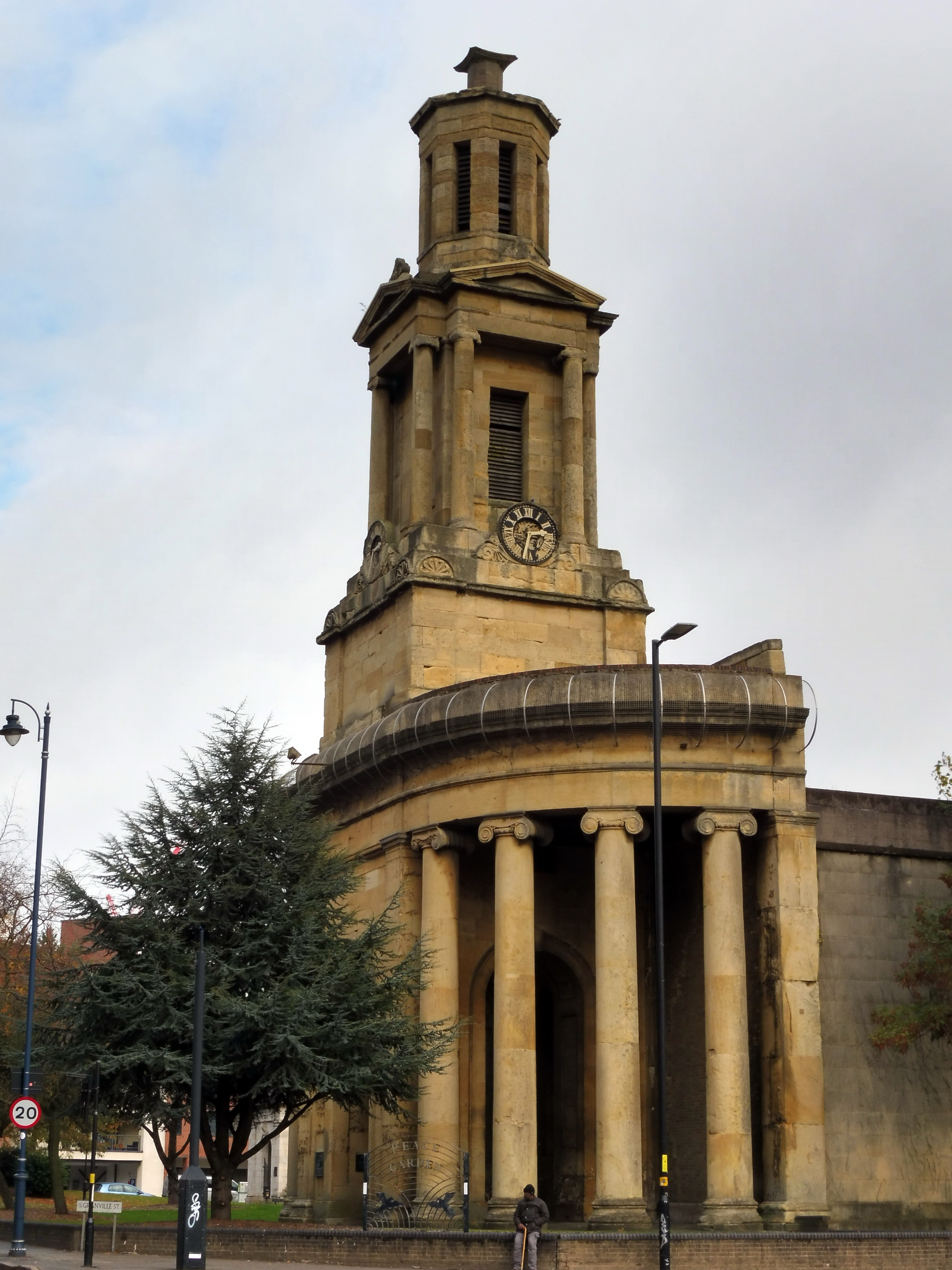
Ruine der Kirche St. Thomas (2018)

Im Jahr 1818 genehmigte das Parlament des Vereinigten Königreichs eine Million Pfund Sterling für den Bau neuer anglikanischer Kirchengebäude. Eines davon sollte in Birmingham an der Bath Row errichtet werden. Den Zuschlag bekamen schließlich die Architekten Thomas Rickman und Henry Hutchinson, die bereits Erfahrungen mit zahlreichen Kirchenbauten vorweisen konnten.
Während die beiden zuvor jedoch vor allem als Vertreter der Neugotik galten, sah ihr Entwurf für die Thomaskirche ein Gebäude im Greek-Revival-Stil mit einem einzelnen großen Turm über dem Westportal und daneben je einem viertelkreisförmigen ionischen Portikus vor.
Die Grundsteinlegung erfolgte am 2. Oktober 1826. Nach dreijähriger Bauzeit wurde die Kirche am 22. Oktober 1829 geweiht. Sie verfügte über 1225 Sitzplätze. Die Baukosten betrugen 14.222 £.
Während eines Bombenangriffs der deutschen Luftwaffe auf Birmingham erhielt die Kirche am Abend des 11. Dezember 1940 einen Volltreffer. Lediglich der Westteil mit dem Kirchturm und den Portiken blieb erhalten. Die Kirche wurde nicht wieder aufgebaut. Die Überreste stehen seit 1982 unter Denkmalschutz (Klassifizierung Grade II).

## Peace Gardens
1953 wurde das Gelände anlässlich der Krönung von Elisabeth II. in einen Park umgewandelt. Dabei wurden noch vorhandene Grabsteine entfernt und die Toten auf einen anderen Friedhof umgebettet.
Neben der Hall of Memory befand sich an der Broad Street seit 1925 eine von S. N. Cooke und W. N. Twist entworfene Kolonnade mit Gedenktafeln für verschiedene Personen und Personengruppen, vornehmlich solchen, die in Zusammenhang mit dem Ersten Weltkrieg standen. Als 1989 an der Hall of Memory der Centenary Square angelegt werden sollte, wurde diese First World War Memorial Colonnade in den Nordteil des Parks an der Thomaskirche transloziert.
Das Gelände wurde in einen Friedenspark umgewandelt. Neben der gärtnerischen Umgestaltung der Grünanlage wurden in der Kolonnade und den Portiken der zerstörten Kirche Tafeln mit Friedensbotschaften aus verschiedenen Ländern und von verschiedenen religiösen Gruppierungen angebracht.
Der den Park umgebende Metallzaun und die Tore wurde von der indischstämmigen Künstlerin Anuradha Patel entworfen.
Die Peace Gardens wurden am 2. Dezember 1992 vom damaligen Bischof von Birmingham Mark Santer offiziell eröffnet.
Auch nach der Eröffnung wurde die Ausstattung des Gartens immer wieder durch zusätzliche Gedenktafeln oder das Pflanzen von Gedenkbäumen ergänzt.
Seit 2011 findet in den Peace Gardens jedes Jahr im September ein multireligiöser Friedensgottesdienst statt.

### G8-Gipfel 1998
Im Rahmen des G8-Gipfels, der vom 15. bis 17. Mai 1998 in Birmingham stattfand, pflanzten die acht teilnehmenden Staats- bzw. Regierungschefs in den Peace Gardens jeweils einen Baum, der ihr jeweiliges Herkunftsland repräsentieren sollte:
| Land                           | Staats- bzw. Regierungschef       | Baumart                                                  |
| ------------------------------ | --------------------------------- | -------------------------------------------------------- |
| Vereinigtes Königreich         | Premierminister Tony Blair        | Stieleiche (Quercus robur)                               |
| Frankreich                     | Staatspräsident Jacques Chirac    | Rotbuche (Fagus sylvatica)                               |
| Kanada                         | Premierminister Jean Chrétien     | Rot-Ahorn (Acer rubrum)                                  |
| Vereinigte Staaten von Amerika | Präsident Bill Clinton            | Küstenmammutbaum (Sequoia sempervirens)                  |
| Japan                          | Premierminister Ryūtarō Hashimoto | Japanische Blütenkirsche (Prunus serrulata) „Mount Fuji“ |
| Bundesrepublik Deutschland     | Bundeskanzler Helmut Kohl         | Kaiserlinde (Tilia × europaea ‘pallida‘)                 |
| Italien                        | Ministerpräsident Romano Prodi    | Italienische Erle (Alnus cordata)                        |
| Russische Föderation           | Präsident Boris Jelzin            | Weißbirke (Betula pendula)                               |

## Galerie

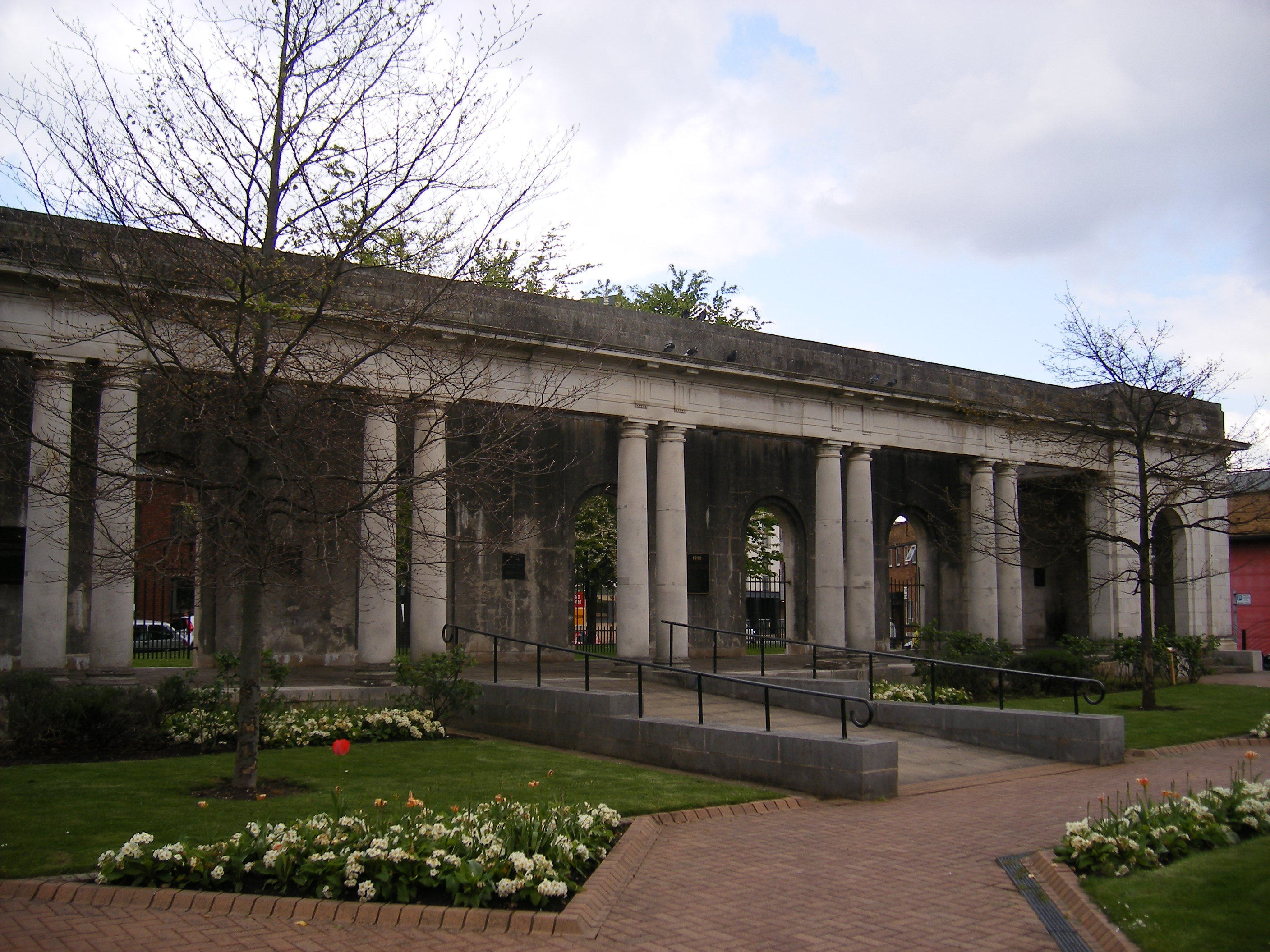
First World War Memorial Colonnade
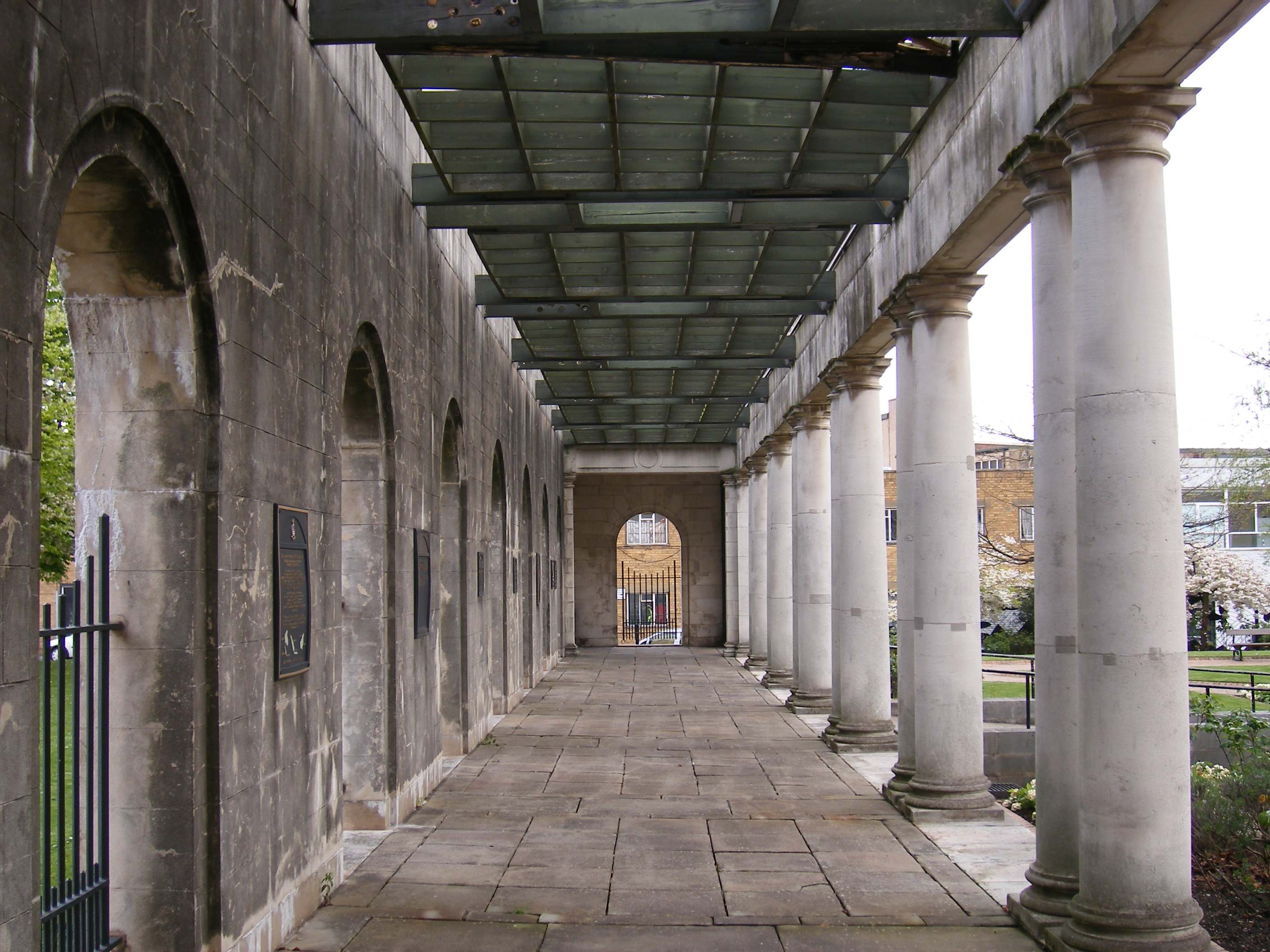
First World War Memorial Colonnade
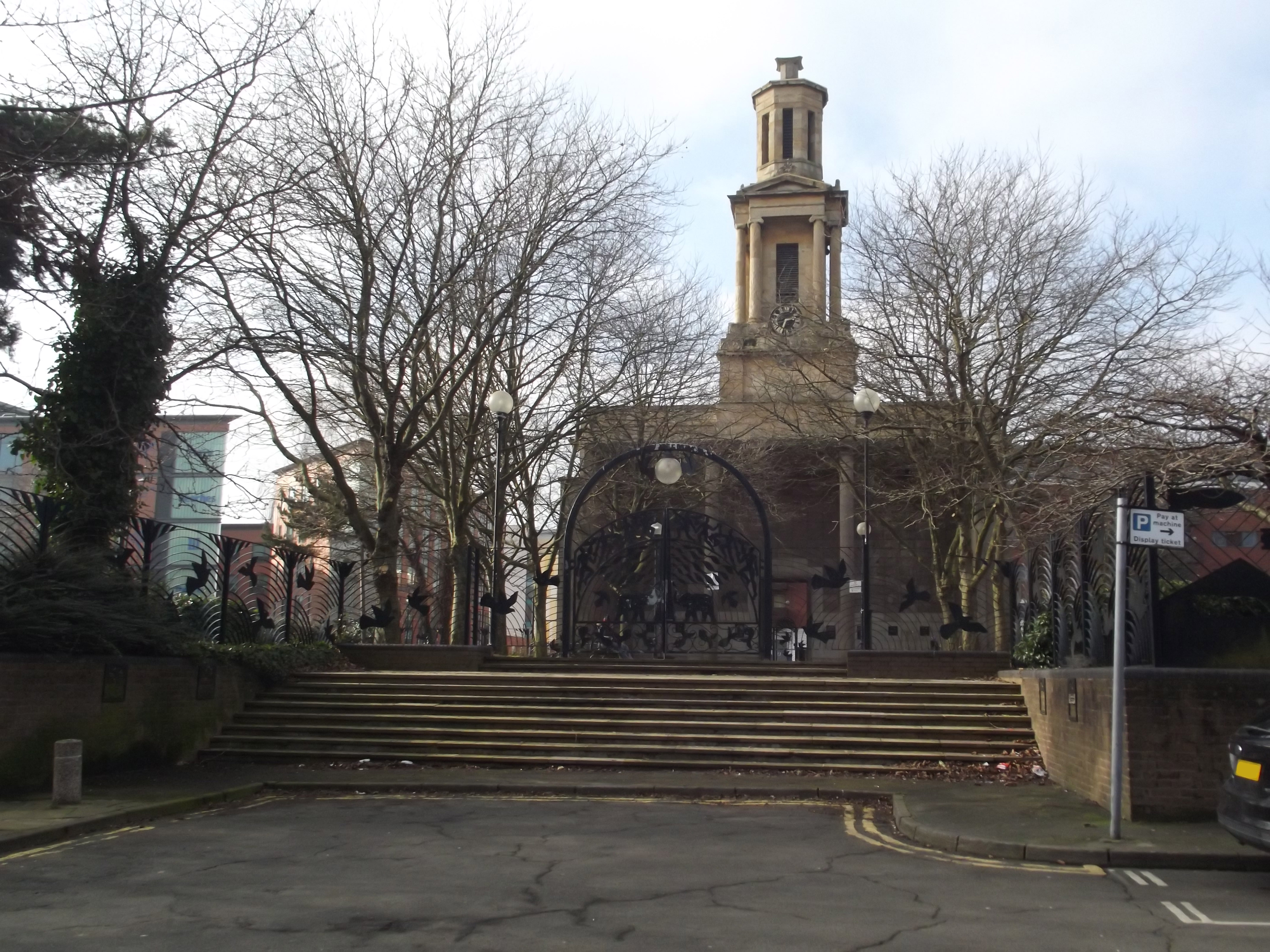
Östliches Eingangstor zum Park
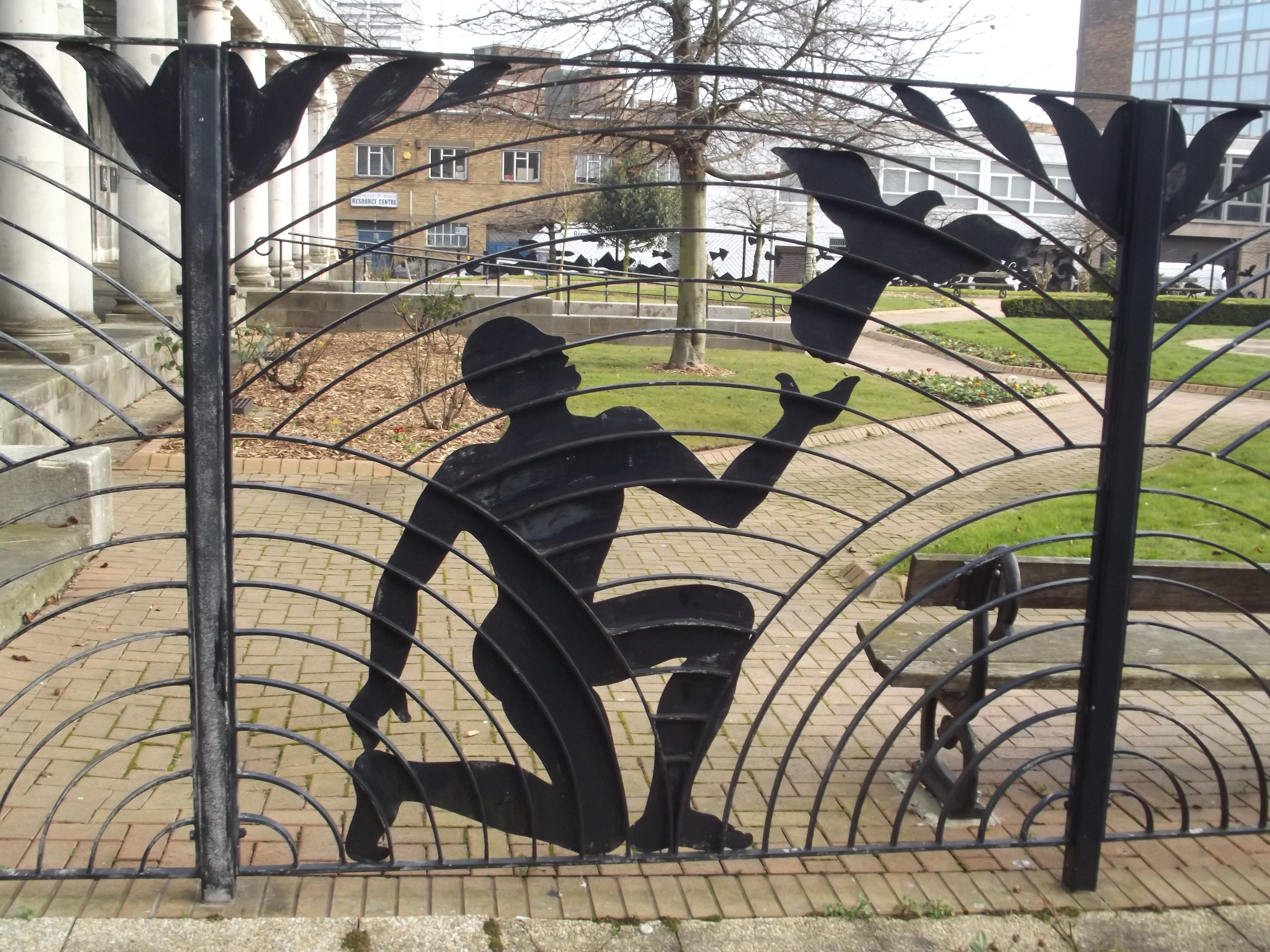
Detail des Metallzauns von Anuradha Patel
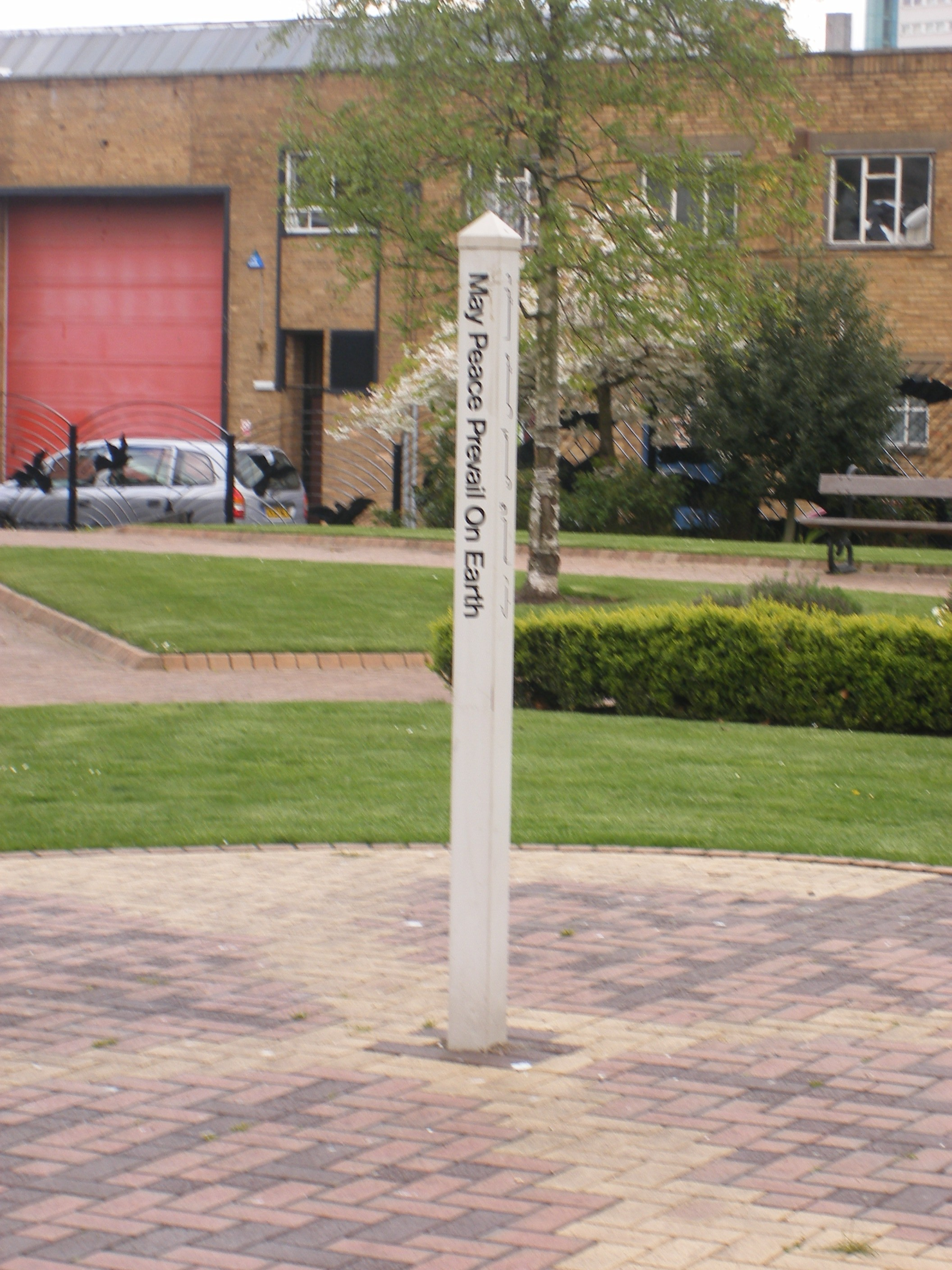
Stele im Zentrum des Gartens
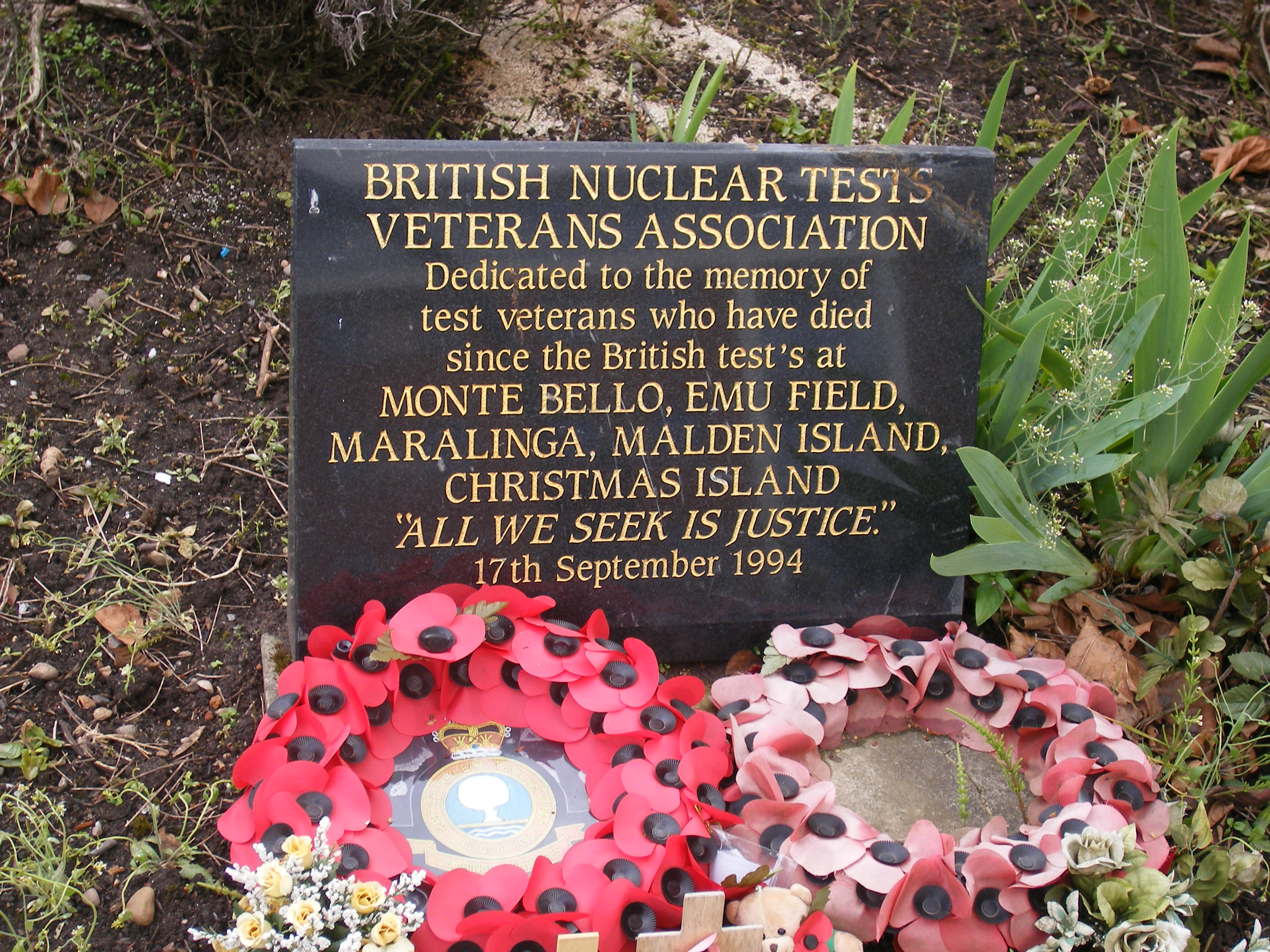
Gedenktafel der British Nuclear Tests Veterans Association